# I biplani di D'Annunzio
I biplani di D'Annunzio è un romanzo ucronico-fantascientifico dello scrittore italiano Luca Masali, vincitore del Premio Urania 1995 e del Prix Bob Morane del Salone del Libro Fantastico di Bruxelles nel 2000.
Il protagonista del romanzo, l'aviatore Matteo Campini, compare anche in due successivi romanzi dell'autore, La perla alla fine del mondo e La balena del cielo.

## Trama
Nel 1921, la Grande Guerra non è ancora terminata: gli Imperi centrali, che ora sono uniti e ribattezzati Democrazie Centrali sotto l'imperatore Carlo I d'Asburgo e il cancelliere Max von Baden dopo una riforma in senso democratico e federalista, si preparano a sferrare contro l'Intesa l'attacco che potrebbe risultare decisivo per le sorti della guerra.
In questo contesto si svolgono le missioni del triestino Matteo Campini, capitano dell'aviazione austroungarica, che una notte viene abbattuto da caccia italiani sulla Laguna di Venezia. Dopo aver rischiato di affogare si risveglia in un palazzo di Venezia, ospite di Flavia Manin, una giovane che gli rivela di venire dall'anno 2021, epoca in cui la Belle Époque un'azienda specializzata in viaggi nel tempo a scopo turistico sta tramando per alterare la storia, a vantaggio degli ex Imperi Centrali. Flavia, ex dipendente della Belle Époque, è andata nell'anno 1921 (poiché il viaggio nel tempo è possibile solo a balzi di cent'anni) assieme all'ingegnere Augusto Stefanini per raccogliere indizi e cercare di riportare il passato sulla linea temporale dalla quale proviene. Matteo accetta di collaborare con Flavia allo scopo di far finire la guerra, anche se ciò significa tradire il proprio paese aiutando l'Esercito Italiano, come Flavia, Augusto e Matteo si trovano costretti a fare dopo essere stati arrestati.
Intanto, tra le linee delle Democrazie Centrali, la scomparsa di Campini viene interpretata come una diserzione. Il suo vecchio commilitone Hans Kriegmann viene scelto da Hermann Göring, asso dell'aviazione tedesca, per una missione che può comportare eventualmente l'eliminazione di Campini. Egli viene inviato alla sede di Vienna della Belle Époque per conoscere la storia futura, nella quale la Germania e l'Austria hanno conosciuto l'onta della sconfitta nelle due Guerre Mondiali. Dopodiciò, si vota completamente alla causa, con grande soddisfazione di Göring.
Ad Aviano, si costruiscono a tappe forzate una grande quantità di aeroplani, con i miglioramenti suggeriti da Augusto, per una pericolosa missione che dovrebbe essere guidata da Gabriele D'Annunzio in persona, con la partecipazione di Matteo e Flavia: lo scopo è arrivare fino a Vienna, nella sede stessa della Belle Époque, e una volta nel XXI secolo contattare un famosissimo giornalista indipendente, Matthew Warburton, dandogli la possibilità d'intervistare il Vate per smascherare le trame della società che ha cambiato il corso della storia. 
Dal 2021 il proprietario della Belle Époque, il milionario italiano Daniele Di Michele, contatta Göring e Max von Baden per definire gli ultimi dettagli della strategia comune: egli in realtà è un serbo naturalizzato italiano e ha assecondato le ambizioni pangermanistiche perché è interessato a creare una Grande Serbia impedendo la nascita e la dissoluzione della Iugoslavia. La sua partecipazione ad una conferenza nella città di Knin, in Croazia, è però funestata da un professore di storia che sembra aver intuito le sue trame, che prevedono anche la scomparsa della linea temporale attuale a favore di quella alternativa, manipolata dalla Belle Époque, grazie alla liberazione di una grande quantità di energia (nella fattispecie la caduta di un satellite artificiale russo per la meteorologia). L'arrivo di Matteo e Flavia con Göring in ostaggio (mentre D'Annunzio, ferito a morte, è rimasto a Vienna) sventa il piano di Di Michele: la linea temporale è salva.
Il romanzo si conclude con Matteo Campini che pilota un aereo civile nel 1921, tre anni dopo la fine della Grande Guerra.

## Edizioni
- Luca Masali, I biplani di D'Annunzio, Urania n°1296, Milano, Arnoldo Mondadori Editore, 1996.
- Luca Masali, I biplani di D'Annunzio, Meteore 1, Lugano, Todaro Editore, 2002, ISBN 8886981430.
- Luca Masali, I biplani di D'Annunzio, Questo e altri mondi, Milano, Sironi editore, 2006,  pp. 288, ISBN 8851800731.